# 惡夜之吻
《惡夜之吻》（英語：Near Dark）是一部1987年美國西部恐怖片，是凯瑟琳·毕格罗首部獨自導演的電影，主演包含Adrian Pasdar、Jenny Wright、比爾·派斯頓、兰斯·亨利克森與Jenette Goldstein。本片在上映多年後被視為邪典电影。

## 外部連結
- 互联网电影数据库（IMDb）上《惡夜之吻》的资料（英文）
- AllMovie上《惡夜之吻》的资料（英文）
- TCM电影资料库上《惡夜之吻》的资料（英文）
- 美国电影学会目录上的《惡夜之吻》（英文）
- 爛番茄上《惡夜之吻》的資料（英文）
- Box Office Mojo上《惡夜之吻》的資料（英文）
- Bright Lights Film Journal essay